# Ernesta Catalina Mosca
Ernesta Catalina Mosca (Tandil, 25 de mayo de 1891  - Tandil, 6 de febrero de 1910 ) fue una activista anarquista que participó de las protestas picapedreras en la ciudad de Tandil que se dieron durante La Huelga Grande (1908-1909), paso a la posteridad siendo recordada por sus compañeros de lucha como “Heroína Roja".

## Biografía
Fue hija de Sebastiano Mosca y Catalina Mazzacchi. Vivió su infancia y adolescencia en el cuartel 10 de Tandil,  zona que comprende hoy actualmente entre los barrios Movediza y Cerro Leones.
Vivió toda su vida en la ciudad de Tandil como ama de casa. Se interpreta que comenzó su vida de activista desde  muy temprana edad participando en las crecientes huelgas obreras que se sucedían en todo el país. Entre 1908 y 1909 había tenido lugar en la Argentina la denominada Huelga Grande, la cual fue de vital importancia para la trayectoria del movimiento obrero. Es en este contexto que la historia de Ernesta Mosca se hace conocer.
     

Los periódicos de la época dedican una mención a una mujer llamada Ernestina Conti de Cerro Leones y que tuvo participación en la Huelga Grande. En ellos se narra que los trabajadores de la Unión Obreros de las Canteras tienen un “profundo dolor” por la partida de la compañera Ernestina y agregando más adelante:
"...Estos obreros fuertes para la lucha son fuertes también en el cariño que se tienen entre sí, y han recibido con profundo dolor la noticia del fallecimiento de la valiente compañera Ernestina Conti…” 
El periódico “La Acción Socialista" de Buenos Aires también le dedicaba una nota a Ernestina Conti. En su sección “Correspondencia” y ampliando aún más la información sobre esta mujer. En este sentido, se explicaba que había fallecido el 6 de febrero y que querían expresar sus condolencias a sus familiares más cercanos. También, que la joven formaba parte de un “valiente  ejército de mujeres”, parte de la emancipación emprendida. El caso de Ernestina es la única mención sobre la participación de mujeres en la Huelga Grande.  Ambas menciones en los periódicos de Buenos Aires expresan la intervención de las mujeres en este hecho y el coraje de las mismas.

### Fallecimiento
La muerte de Ernesta es un debate que actualmente no ha concluido y se conocen dos relatos sobre su fallecimiento. La primera versión es que durante una huelga en febrero de 1910 en la ciudad de Tandil,  se trepó a una locomotora para impedir la llegada de rompehuelgas. El resultado de esa acción fue recibir el fuerte culatazo de un arma por parte de la policía. Al poco tiempo Ernesta enfermó y fallecería. La otra versión es dada por las propias autoridades y médicos del Hospital Santamarina que diagnosticaron su causa de muerte debido a una tuberculosis pulmonar.
No está claro cuál fue la verdadera causa de su muerte pero lo que es seguro es que Ernesta Mosca falleció el 6 de febrero de 1910 a la edad de 18 años. Sus restos fueron sepultados en el cementerio municipal de Tandil y por varios años su historia permaneció desapercibida hasta que a principios de los años 2000 el periodista e historiador Hugo Nario realizó una investigación sobre el movimiento obrero picapedrero en Tandil y develó su historia. 

## Conmemoraciones
Actualmente el relato de Ernesta Mosca es vista como la “heroína roja” y su historia es recordada por los vecinos del barrio de Villa Laza y Cerro Leones de la ciudad de Tandil. 
Para el Día Internacional de la Mujer de 2021 se realizó un acto conmemorativo en la ciudad de Tandil donde se recrearon los acontecimientos de aquel fatídico día.  La intervención en el espacio urbano que pone en relieve la historia local es obra de un grupo de artistas integrado por Julia Lavatelli, Franco Pomponio, Marcelo Jaureguiberry, Pablo Bas, Daniela Ferrari, Ana Foutel, Agustina Gómez Hoffmann, Ignacio Díaz Delfino y Andrés Carrera. Este evento artístico tomó sentido como “site specific”, según los artistas involucrados. Se trata de un trabajo artístico diseñado para una locación específica: el muro del juzgado el día en que se conmemora la lucha de las mujeres por la igualdad de derechos.
Otras conmemoraciones más actuales se realizaron en la fiesta del picapedrero que se realizó el domingo 6 de octubre de 2024, en el barrio Cerro Leones, en donde, el Teatro Comunitario “Araca”, del barrio Villa Laza, hizo una teatralización del rol de las mujeres en las huelgas, en donde, el nombre de Ernesta Mosca aparece.
La última conmemoración realizada a la lucha de las mujeres y a Ernesta, fue realizado el 9 de marzo de 2025 en el barrio Cerro Leones, dónde un grupo de investigación (dónde participan estudiantes y profesores de Historia y vecinos de Villa Laza) perteneciente al Observatorio Social de la Facultad de Ciencias Humanas de la Universidad Nacional del Centro de la Provincia de Buenos Aires (UNICEN) reconstruyeron los sucesos de la Huelga Grande y destacaron el accionar de Ernesta Catalina Mosca. 